# A3 (autópálya, Portugália)
Az A3-as vagy Entre-Douro-e-Minho autópálya a portugál autópálya, amely Portót köti össze Valençával, folytatva a spanyol határig, összekötve az északi régióhoz tartozó Área Metropolitana do Porto, Ave, Cávado és Alto Minho alrégiókat, teljes hossza 112 km.
Az A3-as autópályát a Brisa koncessziós társaság üzemelteti, és Porto, Braga és Viana do Castelo kerületeken halad keresztül. Útdíjköteles, és az A 3 meghosszabbítása 8,15 euróba kerül egy 1. osztályú jármű esetében.
Az 1998-ban elkészült alaptengely Spanyolország északi részét és Galíciát köti össze 112 km hosszan. Az autópálya a Via de Cintura Interna-nál kezdődik, Porto város szívében, és miután elhagyta az A4-es autópályát, kelet felé, Águas Santasban és Ermesinde-ben, elhaladva Maia és Alfena ipari és gazdasági pólusainak közelében, áthalad Santo Tirso, Trofa és Famalicão termékeny régióján, megközelítve az érsekek városát. Bragából az impozáns Ponte de Lima felé halad, és ott kezdődik a Serra de Arga csodálatos átkelése a Minho-völgy felé, Valençában, ahol találkozik Galíciával.
2012 októberében befejeződött a Maia fizetős pláza és a Trofa/Santo Tirso csomópont közötti 2-ről 3 sávra szélesítés.
Az A3-as út az E01-es európai út része, amely A Coruña városáig folytatódik.